# جان هرشل
سِر جان فردریک ویلیام هرشل (به انگلیسی: Sir John Frederick William Herschel, 1st Baronet) (زادهٔ ۷ مارس ۱۷۹۲ – درگذشتهٔ ۱۱ مهٔ ۱۸۷۱) ریاضیدان، ستاره‌شناس، شیمیدان، عکاس و مخترع تجربی بود. او چند سال نیز در کار گیاه‌شناسی فعالیت داشت. جان پسر ماری بالدوین و منجم سرشناس، فردریک ویلیام هرشل، و پدر ۱۲ فرزند بود.
هرشل بنیادگذار استفاده از سیستم روز جولین در ستاره‌شناسی است. او هفت قمرِ زحل و چهار قمرِ اورانوس را نامگذاری کرده‌است. جان خدمات زیادی به علم عکاسی عرضه داشته و بررسی کوررنگی و تأثیر شیمیایی پرتو فرابنفش از کارهای اوست.

## زندگی
هرشل در اسلاو، باکینگهام‌شایر متولد شد، وی پسر مری بالدوین و ستاره شناس ویلیام هرشل بود. وی مدت کوتاهی در کالج ایتن و کالج سنت جان، کمبریج تحصیل کرد و در سال ۱۸۱۳ فارغ التحصیل شد.